# Pandemia de COVID-19 no Japão
Foi confirmado que a Pandemia de COVID-19 se espalhou da China para o Japão em 23 de janeiro de 2020.
Em 27 de fevereiro de 2020, o primeiro-ministro Shinzō Abe solicitou que todas as escolas japonesas de ensino fundamental e médio fechassem até o início de abril para ajudar a conter o vírus. A pandemia tem sido motivo de preocupação para os Jogos Olímpicos de Verão de 2020, que estão programados para ocorrer em Tóquio a partir do final de julho. O governo japonês está tomando precauções extras para ajudar a minimizar o impacto da pandemia.

## Linha do tempo

### Janeiro
Um cidadão chinês de 30 anos de idade que já havia viajado para Wuhan apresentou febre em 3 de janeiro e depois retornou ao Japão em 6 de janeiro. Foi diagnosticado durante uma internação hospitalar entre 10 e 15 de janeiro. Ele não havia visitado o Mercado Atacadista de Frutos do Mar de Huanan, mas possivelmente teve contato próximo com uma pessoa afetada em Wuhan. Em 24 de janeiro, um segundo caso foi confirmado com um cidadão chinês que visitou Wuhan. Em 25 de janeiro, o terceiro caso foi confirmado com uma mulher de Wuhan.
Posteriormente, o Japão tomou precauções extras, devido à realização dos Jogos Olímpicos de Verão de 2020 em Tóquio. Apesar disso, em 28 de janeiro, o quinto, sexto e sétimo casos foram confirmados no Japão, incluindo um homem que não havia visitado Wuhan. O homem era um motorista de ônibus de turismo que havia conduzido um grupo de Wuhan no início de janeiro. O guia de turismo do grupo também foi diagnosticado com SARS-CoV-2. Em 29 de janeiro, um homem e uma mulher chineses na faixa dos 40 anos foram testados em Aichi e em Hokkaido.
Em 30 de janeiro, três japoneses que chegaram a Haneda após serem evacuados de Wuhan foram diagnosticados. Três outros casos foram confirmados mais tarde naquele dia. O primeiro-ministro Shinzō Abe anunciou que os dois japoneses que voltaram via Haneda recusaram mais testes e disseram que as autoridades não poderiam legalmente forçá-los a fazê-lo. Foi anunciado em 31 de janeiro que os dois haviam cedido.

### Fevereiro
A partir de 3 de fevereiro, o Japão não admitiria ninguém que tivesse histórico de viagens de e para a província de Hubei ou que tivesse um passaporte chinês emitido oficialmente de Hubei. Além disso, os viajantes não japoneses foram obrigados a preencher questionários de declaração de saúde sobre se haviam (ou teriam) viajado para Hubei nos próximos 14 dias.
Em 11 de fevereiro, dois evacuados de Wuhan foram diagnosticados com a doença depois que um teste anterior deu negativo. Outros três casos foram confirmados nos próximos dois dias, elevando a contagem total para 31 infectados.
Em 12 de fevereiro, o Japão anunciou restrições de entrada para quem viajasse de e para Zhejiang ou tinha um passaporte chinês emitido a partir de Zhejiang.
Em 13 de fevereiro, uma mulher de 80 anos morreu na província de Kanagawa, ao lado de Tóquio, marcando a primeira morte do COVID-19 no Japão. Ela era a sogra de um motorista de táxi que trabalha em Tóquio e também foi diagnosticado com o vírus.
Em 14 de fevereiro, um casal, ambos na faixa dos 60 anos, foram diagnosticados após retornar de dez dias de férias no Havaí, durante os quais o homem começou a mostrar sintomas. Em 16 de fevereiro, foi relatado que eles usaram a Delta Airlines para retornar a Tóquio de Oahu e permanecer no Grand Waikikian. O rastreamento de contatos foi iniciado pela companhia aérea para confirmar se alguém estava infectado.
Em 18 de fevereiro, a Prefeitura de Wakayama anunciou que três pessoas foram confirmadas e uma delas foi internada no Hospital Saisekai Arida. Os outros dois eram um médico com resultado positivo e uma enfermeira de 30 anos que trabalhava como membro da Equipe de Assistência Médica em Desastres após ser enviada para a Diamond Princess.
Em 20 de fevereiro, a Prefeitura de Fukuoka anunciou seu primeiro caso de vírus, um japonês de sessenta anos sem histórico de viagens no exterior.
Em 21 de fevereiro, dois meninos da escola primária de Hokkaido e um menino da escola pré-escolar foram confirmados com o SARS-CoV-2; este último voltou de um transporte aéreo de Wuhan com o pai, que também passou por testes.
Em 22 de fevereiro, um professor do ensino médio que trabalha na província de Chiba foi diagnosticado com o vírus.
Em 23 de fevereiro, o Departamento de Estado dos EUA aconselhou os visitantes americanos no Japão a serem cautelosos devido à disseminação da comunidade pelo vírus. No mesmo dia em que a Nagoya Expressway Public Corporation anunciou planos de fechar temporariamente alguns pedágios e permitir que os funcionários trabalhassem em suas casas depois que um funcionário que ocupava o pedágio foi diagnosticado com SARS-CoV-2. Devido à falta de funcionários, seis portagens na via expressa Tokai e Manba foram fechadas no fim de semana.

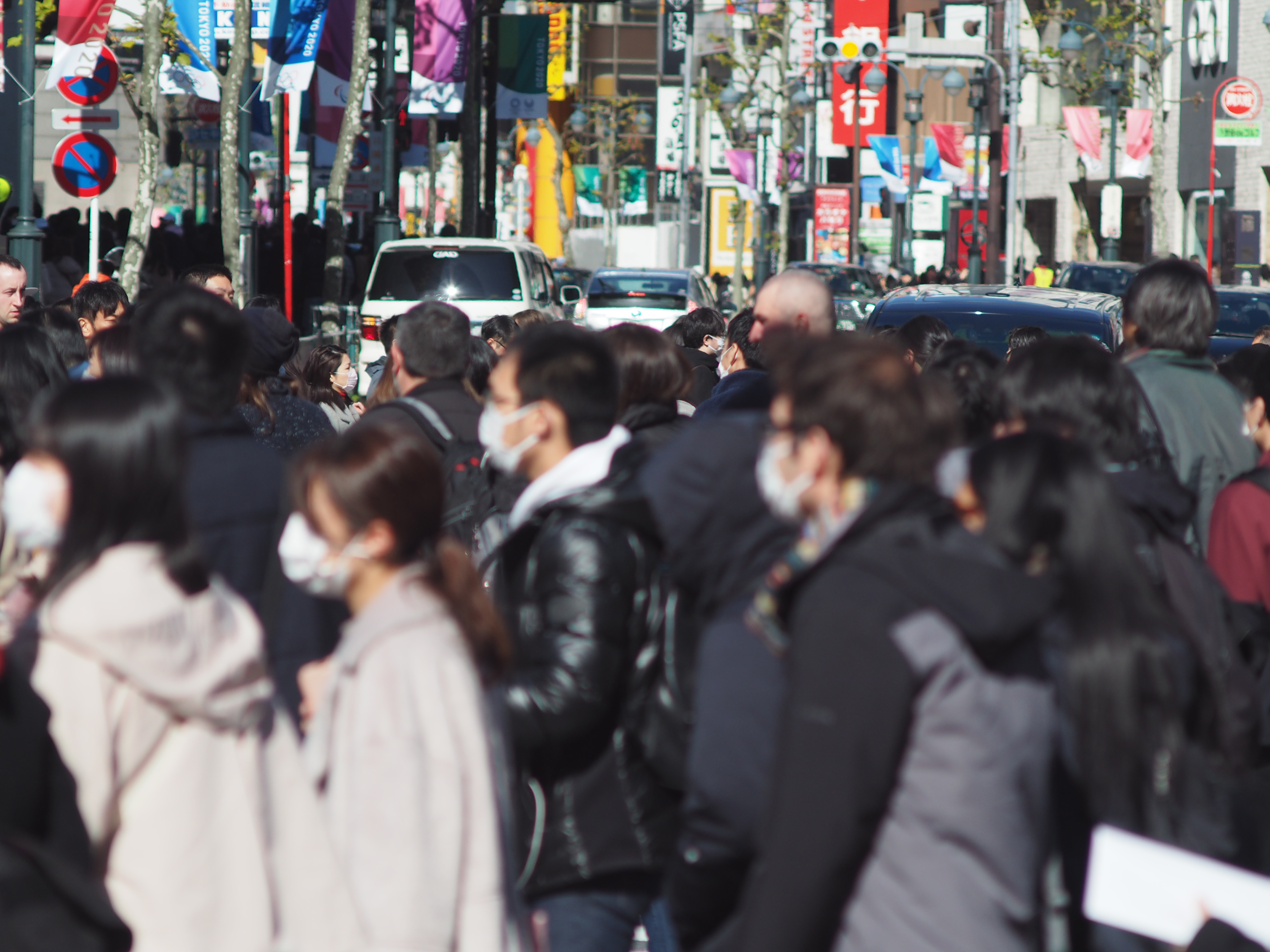
Pessoas em Tóquio usando máscaras

Em 27 de fevereiro, Shinzō Abe solicitou o fechamento de todas as escolas de ensino fundamental, médio e médio para coibir a disseminação das infecções de 2 de março ao final das férias de primavera, que geralmente terminam no início de abril.

### Março
Em 4 de março, a região de Chugoku relatou seu primeiro caso na Prefeitura de Tokushima.
Em 5 de março, o Japão anunciou a entrada de novos visitantes em quarentena para todos os visitantes vindos da China e Coreia do Sul. A prefeitura de Shiga também anunciou seu primeiro caso.
Em 6 de março, a Coreia do Sul protestou contra as medidas de quarentena para os sul-coreanos que vão ao Japão, suspendendo os privilégios de visto para os japoneses que viajam para a Coreia do Sul.
Em 8 de março, Hiroshima anunciou que um morador havia sido confirmado positivo depois de visitar quatro hospitais.
Em 12 de março, quatro casos fatais causados pelo COVID-19 foram encontrados no Japão.
Em 19 de março, os governadores das prefeituras de Osaka e Hyogo pediram aos moradores que evitassem viagens não essenciais entre as duas prefeituras ocidentais vizinhas do Japão durante o fim de semana de três dias que começa em 20 de março para conter a disseminação do coronavírus. O estado de emergência de três semanas em Hokkaido foi levantado.
Em 22 de março, as prefeituras de Saitama e Gunma registraram suas primeiras mortes pelo coronavírus, enquanto 46 casos adicionais de infecção foram confirmados, incluindo o primeiro paciente na província de Okayama.
Em 23 de março, a governadora de Tóquio Yuriko Koike alertou os cidadãos de que seria necessário um bloqueio se as infecções surgissem em Tóquio, enquanto ela pedia que as pessoas cooperassem para evitar um bloqueio em toda a cidade.

### Abril
Em 3 de abril, o Japão expandiu sua proibição de entrada, impedindo efetivamente a entrada no país de visitantes de 73 países e regiões.
Em 9 de abril, Kiminobu Okada (岡田 公 伸), um executivo do Mainichi Broadcasting System em Osaka, morreu devido a coronavírus em Nishinomiya.
O Aeroporto Internacional de Narita fechou uma de suas duas pistas em 12 de abril devido a uma redução de 85% no tráfego causado pelo vírus.
Uma segunda onda de infecções atingiu Hokkaido, levando o governo da prefeitura a declarar um segundo estado de emergência que fechou as escolas e pediu aos moradores que evitassem viagens não essenciais.
Em 21 de abril, o ex-presidente da Omron Yoshio Tateishi (立 石義雄) morreu devido ao COVID-19 em Kyoto, segundo o site da Omron.
Em 23 de abril, confirmou-se que 29 pessoas em todo o país morreram, incluindo a atriz Kumiko Okae e o ator Shu Wada (和田 周), de acordo com um relatório confirmado pelo JMIAC.
Em 27 de abril, o ministro Yasutoshi Nishimura foi criticado por fazer o teste do vírus antes de outras pessoas que apresentavam sintomas. Ele fez o teste depois que uma pessoa da equipe de resposta faz parte do teste positivo para o vírus, apesar de alegar não ter tido contato direto com a pessoa infectada.
Em 30 de abril, o primeiro-ministro Abe anunciou na quinta-feira que as autoridades japonesas estão lutando para aumentar os testes para os suspeitos de estarem infectados com coronavírus.

### Maio
Em 1 de maio, cidades e vilarejos menores começaram a distribuir o pagamento de cem mil ienes aos residentes. Espera-se que os municípios maiores sigam o exemplo nos próximos dois meses.
Em 4 de maio, o governo japonês decidiu estender o estado nacional de emergência estabelecido em abril até o final de maio. O primeiro ministro disse que o número de novas infecções diminuiu nos últimos dias, mas não o suficiente para elevar o estado de emergência. O governo japonês instou os cidadãos do Japão a adotarem um "novo estilo de vida" para luta prolongada contra o coronavírus, mesmo depois que a sociedade começa a voltar ao seu estado normal. O primeiro-ministro também afirmou que o governo reavaliará a situação após uma reunião com membros de seu painel de especialistas em 14 de maio.
Em 7 de maio, as escolas das prefeituras levemente afetadas de Aomori e Tottori foram reabertas após o fechamento após a declaração de emergência em todo o país.
Em 9 de maio, o ministro de política econômica e fiscal Yasutoshi Nishimura disse que o governo pode suspender a emergência de algumas prefeituras antes de sua expiração. Mais adiante Em 10 de maio, o ministro da Saúde, Trabalho e Bem-Estar Kato Katsunobu se referiu aos subsídios de emprego para empresas que não demitiram seus funcionários, apesar da queda nas vendas.
Em 11 de maio, o Ministério da Saúde, Trabalho e Bem-Estar do Japão anunciou planos para aprovar um Kit de Teste de Antígeno COVID-19 que produz resultados mais rapidamente do que o atual teste de PCR. Naquele mesmo dia, Yuriko Koike revelou que havia um número incontável de infecções confirmadas que levavam a estatísticas imprecisas falsamente, pois havia números sobrepostos reunidos durante a papelada sobrecarregada.
Em 14 de maio, oficiais do governo japonês e o primeiro-ministro Shinzo Abe declararam que haviam decidido suspender a emergência de 39 prefeituras, exceto quatro em Kanto, três em Kinki e Hokkaido, que temem o colapso do sistema médico. Na conferência de imprensa, o primeiro-ministro Abe pediu para estar vigilante, mesmo que a emergência fosse suspensa, citando exemplos da Coreia do Sul, Alemanha e Singapura como alvos de comparação. Foi no dia seguinte à notícia amplamente divulgada que um lutador de sumô na casa dos 20 anos morreu depois de sofrer de uma infecção viral por um mês.
Em 18 de maio, foi oficialmente relatado em todo o mercado global que a economia do Japão entra oficialmente em recessão com 'Muito pior' esperado pelo coronavírus pela primeira vez desde 2015.
Em 21 de maio, o estado de emergência é elevado em três prefeituras da região de Kinki, depois de terem ultrapassado o limiar de novas infecções abaixo de 0,5 por 100.000 pessoas na semana passada, resultando em um total de 42 das 47 prefeituras que estão fora estado de emergência.
Em 25 de maio, o primeiro-ministro Shinzo Abe anunciou que está levantando a declaração de emergência do governo para as cinco prefeituras onde ainda está em vigor.

## Resposta do governo

### Fase 1: Contenção
A resposta inicial do governo japonês à pandemia de COVID-19 foi uma política de contenção focada no repatriamento de cidadãos japoneses de Wuhan, o epicentro do vírus e na introdução de novos regulamentos de controle de fronteiras.
Em 24 de janeiro, o primeiro-ministro Abe convocou a "Reunião Ministerial sobre Contramedidas Relacionadas ao Novo Coronavírus" no Gabinete do Primeiro Ministro, com membros de seu Gabinete, em resposta a uma declaração divulgada pela Organização Mundial da Saúde (OMS) naquela manhã que confirmava transmissão humana do coronavírus. Abe anunciou que introduziria contramedidas apropriadas para a doença em coordenação com o Instituto Nacional de Doenças Infecciosas (NIID).
Em 28 de janeiro, o primeiro-ministro Abe designou o novo coronavírus como uma "doença infecciosa" sob a Lei de Controle de Doenças Infecciosas (em japonês: 感染症の予防及び感染症の患者に対する医療に関する法律), que permite ao governo solicitar internação aos pacientes com COVID-19. Ele também projetou a doença como uma "doença infecciosa em quarentena" sob a Lei da Quarentena, que permite ao governo colocar em quarentena as pessoas suspeitas de infecção e ordená-las a serem diagnosticadas e tratadas.
Em 30 de janeiro, o primeiro-ministro Abe anunciou o estabelecimento da "Sede de Resposta ao Novo Coronavírus" (em japonês: 新型コロナウイルス感染症対策本部), que se reúne no Gabinete do Primeiro Ministro e é dirigida por uma força-tarefa liderada pelo Secretário-Adjunto do Gabinete para Gerenciamento de Crise Okita Yoshiki. A lista inicial da força-tarefa inclui 36 burocratas de alto escalão de vários Ministérios do Japão para coordenar a resposta do governo à pandemia de COVID-19. A sede atua como o local do processo de tomada de decisão do primeiro-ministro Abe sobre as contramedidas de vírus do país.
Em 31 de janeiro, o primeiro-ministro Abe anunciou durante a Segunda Reunião da Sede de Resposta ao Novo Coronavírus que o governo priorizava o repatriamento de cidadãos japoneses da província de Hubei. As autoridades negociaram com as autoridades chinesas o envio de cinco voos fretados para Wuhan, de 29 de janeiro a 17 de fevereiro.
Em 1 de fevereiro, o primeiro-ministro Abe anunciou durante a Quarta Reunião da Sede de Resposta ao Novo Coronavírus que promulgaria restrições para negar a entrada de cidadãos estrangeiros que tenham histórico de visitar a província de Hubei dentro de 14 dias e aqueles que possuam um passaporte chinês emitido pela província de Hubei.
Em 5 de fevereiro, o primeiro-ministro Abe anunciou que invocaria a Lei de Quarentena para colocar o navio Diamond Princess em quarentena em Yokohama. Oficiais de quarentena foram despachados para o navio para impedir o desembarque de tripulantes e passageiros e escoltar pacientes infectados para instalações médicas.
Em 6 de fevereiro, o primeiro-ministro Abe invocou a Lei de Controle de Imigração e Refugiados para negar a entrada do navio de cruzeiro MS Westerdam de Hong Kong depois que um de seus passageiros foi diagnosticado com COVID-19.

### Prevenção e tratamento

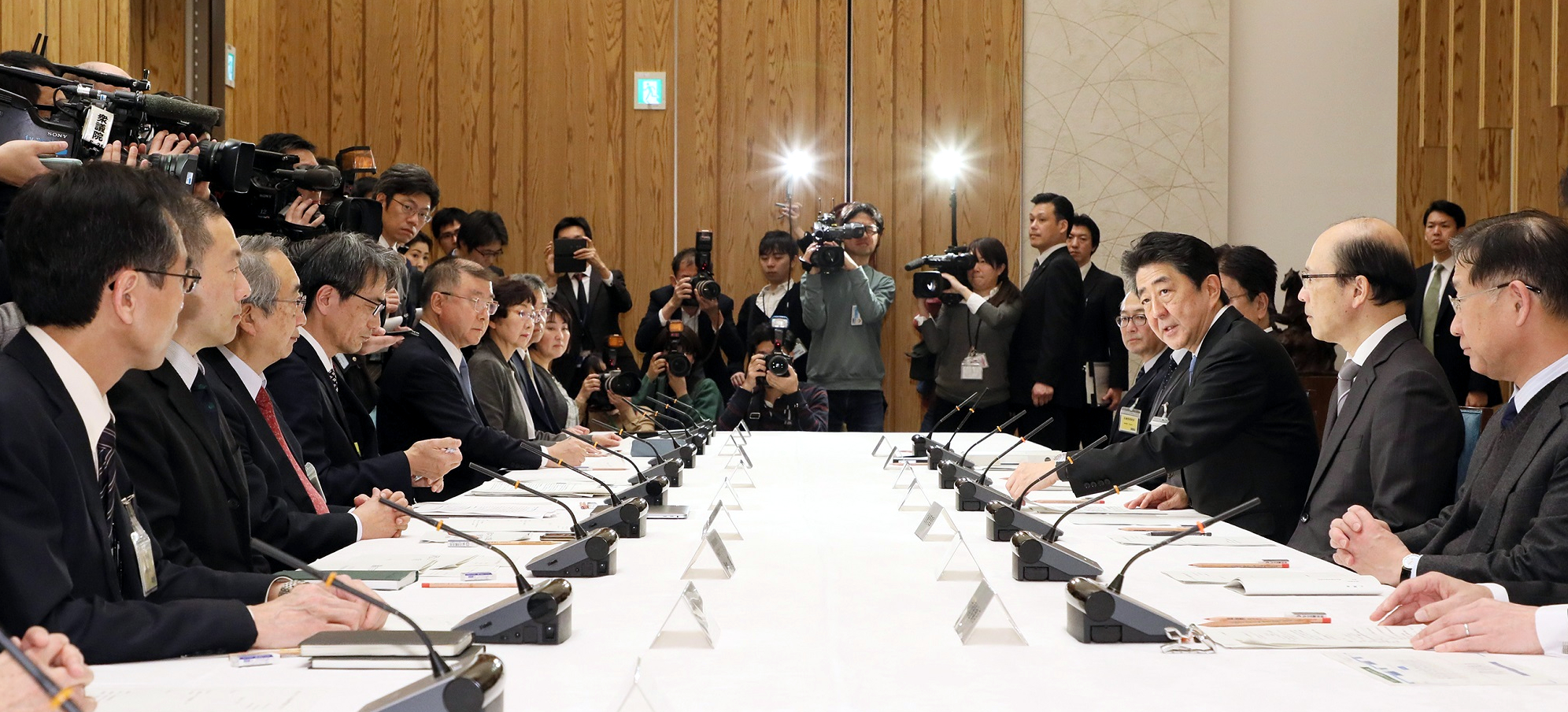
Primeiro-ministro Shinzō Abe convocando a Primeira Reunião de Especialistas em Coronavírus em 16 de fevereiro de 2020

Após a pandemia de COVID-19 no navio Diamond Princess, o governo japonês mudou seu foco de política de contenção para prevenção e tratamento porque previa um aumento no número de comunidades espalhadas pelo Japão. Essa política priorizou a criação de um sistema de testes e consulta COVID-19 baseado no Instituto Nacional de Doenças Infecciosas (NIID) e nas 83 instituições de saúde pública municipais e provinciais do governo, separadas do sistema hospitalar civil. O novo sistema lida com a transferência de pacientes com COVID-19 para as principais instalações médicas, a fim de facilitar o fluxo, a triagem e o gerenciamento de kits limitados de testes em seu nome, para evitar que uma multidão de pacientes infectados e não infectados atinja os prestadores de serviços de saúde e transmita doenças a eles. Ao regulamentar os testes do COVID-19 em nível nacional, o Governo Abe integrou as atividades do governo nacional, dos governos locais, dos profissionais médicos, dos operadores comerciais e do público no tratamento da doença.
Em 1 de fevereiro, o Ministério da Saúde, Trabalho e Bem-Estar instruiu os governos municipais e da prefeitura a estabelecerem centros de consulta especializados de COVID-19 e enfermarias ambulatoriais em suas unidades de saúde pública local até a primeira metade do mês. Essas enfermarias forneceriam exames médicos e testes para portadores suspeitos da doença para proteger os hospitais gerais contra infecções.
Em 5 de fevereiro, o primeiro-ministro Abe anunciou durante a Quinta Reunião da Sede de Resposta a Novos Coronavírus que o governo começaria os preparativos para fortalecer as capacidades de teste do COVID-19 no NIID e 83 instituições de saúde pública municipais e provinciais designadas pelo governo como testes oficiais sites. Sem nenhum kit de diagnóstico uniforme para a doença, o governo confiou nos testes de reação em cadeia da polimerase (PCR) para verificar infecções. Como poucas instalações médicas convencionais no Japão tinham a capacidade de realizar testes de PCR, Abe também prometeu aumentar o número de instituições com esses kits, incluindo universidades e empresas privadas.
Em 12 de fevereiro, o primeiro-ministro Abe anunciou durante a sétima reunião da nova sede do coronavírus que o governo expandiria o escopo do teste do COVID-19 para incluir pacientes com sintomas baseados na discrição dos governos locais. Anteriormente, os testes eram restritos àqueles com histórico de viagens à província de Hubei. No mesmo dia, o Ministério da Saúde e a NIID também contrataram a SRL Inc para lidar com os testes laboratoriais clínicos de PCR. Desde então, o governo estabeleceu uma parceria com várias outras empresas privadas para expandir as capacidades de teste de laboratório e trabalhar no desenvolvimento de um kit de teste rápido.
Em 14 de fevereiro, o primeiro-ministro Abe introduziu o sistema de consulta de coronavírus do governo japonês para coordenar testes médicos e respostas com o público. O Ministério da Saúde, Trabalho e Bem-Estar trabalhou com os governos locais para estabelecer 536 centros de consulta (em japonês: 帰国者・接触者相談センター) que cobriam todos os municípios do país para fornecer aos cidadãos interessados instruções sobre como receber os testes e o tratamento do COVID-19. O público em geral precisa entrar em contato com um centro de consulta por telefone para fazer o teste em um dos ambulatórios especializados do governo (em japonês: 帰国者・接触者外来).
Em 16 de fevereiro, o Primeiro Ministro Abe convocou a primeira Reunião de Especialistas em Coronavírus do Governo (em japonês: 新型コロナウイルス感染症対策専門家会議) no Gabinete do Primeiro Ministro para elaborar diretrizes nacionais para testes e tratamento com COVID-19. A reunião foi presidida pelo Dr. Wakita Takaji, diretor do NIID, que reuniu dez especialistas em saúde pública e profissionais médicos de todo o Japão para coordenar uma resposta ao vírus com o PM Abe e a força-tarefa do coronavírus do governo em um formato de mesa redonda. A principal preocupação do estabelecimento médico japonês era uma superlotação de hospitais por pacientes não infectados com sintomas de resfriado leve que acreditavam ter o COVID-19. Os representantes médicos alegaram que esse pânico exigiria recursos médicos e correria o risco de expor esses pacientes não infectados à própria doença.
Em 17 de fevereiro, o Ministério da Saúde divulgou suas diretrizes de consulta (em japonês: 新型コロナウイルス感染症についての相談・受診の目安について) a cada um dos governos municipal e provincial e seus centros de saúde pública. O documento instrui médicos e enfermeiros de saúde pública que trabalham nos centros de consulta a limitar as consultas a pessoas com as seguintes condições:
1. sintomas de resfriado e febre de pelo menos 37,5 graus Celsius por mais de quatro dias enquanto toma medicamentos antipiréticos
2. fadiga extrema e dificuldades respiratórias.

Idosos, pessoas com condições preexistentes e gestantes com sintomas de resfriado podem ser consultadas se tiverem esses sintomas há dois dias. As diretrizes também observam que as pessoas que estão insatisfeitas com os resultados de suas consultas podem visitar um dos ambulatórios especializados (em japonês: 帰国者・接触者外来) para mais conversas.

### Fase 2: Mitigação
Em 25 de fevereiro, o Governo Abe introduziu as "Políticas básicas para o novo controle de doenças do coronavírus" (em japonês: 新型コロナウイルス感染症対策の基本方針) para atuar como a política básica uniforme do governo no controle COVID-19. Com base no documento, o primeiro-ministro Abe decidiu que as contramedidas contra doenças do governo priorizariam a prevenção de grandes formações de aglomerados no Japão, após relatos de um grande aumento de infecções em Daegu, Coreia do Sul, em 20 de fevereiro. Isso inclui solicitações controversas do governo para suspender reuniões em grande escala, como eventos comunitários e operações escolares, bem como sua política de limitar pacientes com sintomas de resfriado leve de visitar instalações médicas para impedir que eles sobrecarregem os recursos hospitalares.
Em 23 de fevereiro, o primeiro-ministro Abe instruiu a força-tarefa do coronavírus do governo a elaborar rapidamente uma política básica abrangente para conter a transmissão da doença após a pandemia de coronavírus na Coreia do Sul. O ministro da Saúde, Katsunobu Kato, convocou os especialistas médicos da primeira reunião de especialistas em novos coronavírus em 24 de fevereiro para elaborar esta política. Durante a reunião, o estabelecimento médico apresentou suas recomendações de política na forma de um relatório de opiniões (em japonês: 新型コロナウイルス感染症対策の基本方針の具体化に向けた見解), concluindo que o objetivo mais importante da política básica da PM Abe deve ser a prevenção de uma grande formação de aglomerados e a diminuição da pandemia e morte de pacientes com sintomas graves. Eles declararam que não é possível ao governo impedir a propagação do COVID-19 no Japão de pessoa para pessoa, mas que existe a possibilidade de que ele possa regular a velocidade geral da infecção. Eles citaram a semana seguinte ou duas como um "momento crítico" sobre se o país experimentaria um grande aglomerado que poderia resultar no colapso do sistema médico e no caos socioeconômico. Após analisar e discutir os dados existentes sobre a doença, o comitê declarou que o teste universal de PCR era impossível devido à escassez de instalações e provedores de testes, e recomendou que o governo limitasse a aplicação dos kits de teste disponíveis a pacientes em alta risco de complicações para estocagem de um grande aglomerado.   Os participantes também observaram que as instalações médicas do Japão são vulneráveis ao "caos", elaborando que várias camas e recursos hospitalares na área de Tóquio já estão preocupados em cuidar do aumento de 700 pacientes infectados da Diamond Princess. Eles reiteraram seu aviso de que uma onda de pacientes ambulatoriais não infectados e com sintomas leves da doença poderia sobrecarregar os hospitais e transformar as salas de espera em "criadouros" do COVID-19.
Em 25 de fevereiro, o Governo Abe adotou as "Políticas Básicas para o Controle do Novo Coronavírus" com base nos conselhos que recebeu da Reunião de Especialistas.
Primeiro, as novas políticas aconselharam as instituições médicas locais que é melhor que as pessoas com sintomas mais leves do tipo resfriado confiem no repouso na cama em casa, em vez de procurar ajuda médica de clínicas ou hospitais. A política também recomenda pessoas com maior risco de infecção — incluindo idosos e pacientes com condições preexistentes - para evitar visitas ao hospital para fins de não tratamento, como o preenchimento de pedidos de prescrição, permitindo que preencham os formulários por telefone, e não pessoalmente.
Segundo, as novas políticas permitem que instalações médicas gerais em áreas de uma rápida pandemia de COVID-19 aceitem pacientes com suspeita de infecção. Antes disso, os pacientes só podiam fazer o teste em clínicas especializadas depois de marcar uma consulta com os centros de consulta para evitar a transmissão da doença. Os funcionários do governo revisaram a política anterior depois de reconhecer que essas instituições especializadas ficariam sobrecarregadas durante uma grande formação de agrupamentos.
Terceiro, a política pede que aqueles com sintomas de resfriado tirem uma folga do trabalho e evitem sair de casa. As autoridades do governo pediram que as empresas deixassem os funcionários trabalharem em casa e irem para o horário de pico. O governo japonês também fez um pedido oficial aos governos e empresas locais para cancelar eventos em grande escala.
Em 27 de fevereiro, a PM Abe solicitou o fechamento de todas as escolas de 2 de março até o final das férias de primavera, que geralmente terminam no início de abril. No dia seguinte, o governo japonês anunciou planos para criar um fundo para ajudar as empresas a subsidiar trabalhadores que precisam tirar dias de folga para cuidar de seus filhos enquanto as escolas estão fechadas.
Em 27 de fevereiro, o governo japonês também anunciou planos para expandir o sistema nacional de seguro de saúde para cobrir os testes do COVID-19.
Em 9 de março, o Ministério da Saúde publicou uma previsão de doença de cada prefeitura e instruiu seus governos locais a preparar seus hospitais para acomodar suas estimativas de pacientes. Ele prevê que o pico do vírus de cada prefeitura ocorra três meses após o primeiro caso relatado de transmissão local. O Ministério estima que durante o seu pico, Tóquio atenderá 45.400 pacientes ambulatoriais e 20.500 pacientes internados por dia, dos quais 700 estarão em estado grave. Para Hokkaido, o número é de 18.300 pacientes ambulatoriais e 10.200 pacientes internados diariamente, dos quais cerca de 340 estarão em estado grave.
Em 7 de abril, o primeiro-ministro declarou estado de emergência com duração inicial de um mês em Tóquio e outras seis regiões. A medida não permite a imposição de confinamento estrito, mas oferece ao poderes locais a possibilidade de fechamento temporário de estabelecimentos comerciais não essenciais.

### Reformas legislativas
Para fornecer uma base jurídica mais sólida para suas contramedidas do COVID-19, o Governo Abe propôs uma emenda à "Lei de Medidas Especiais para Combater Novos Tipos de Gripe de 2012", que permitirá declarar um "estado de emergência" e determinar o proibição de reuniões em grande escala e circulação de pessoas durante um surto de doença. Atualmente, o fechamento de escolas e o cancelamento de eventos são respostas voluntárias dos governos público e local.
Em 5 de fevereiro de 2020, a força-tarefa de coronavírus do Governo Abe iniciou um debate político sobre a introdução de medidas de emergência para combater a pandemia de COVID-19 um dia após o navio de cruzeiro britânico Diamond Princess ter sido colocado em quarentena. O debate inicial se concentrou na reforma constitucional, devido à apreensão da força-tarefa de que a Constituição japonesa pode restringir a capacidade do governo de adotar medidas compulsórias, como quarentena, por violar os direitos humanos. Depois que os parlamentares que representam quase todos os principais partidos políticos — incluindo o Partido Liberal Democrata, o Partido Democrático Constitucional do Japão e o Partido Democrata Popular — manifestaram sua forte oposição a essa proposta e afirmaram que a Constituição permitia medidas de emergência, o Governo Abe avançou com a reforma legislativa.
Em 5 de março de 2020, o primeiro-ministro Abe apresentou um projeto de emenda à "Lei de Medidas Especiais para Combater Novos Tipos de Gripe de 2012". Ele se reuniu separadamente com os chefes de cinco partidos da oposição em 4 de março para promover uma "frente unida" na aprovação das reformas. A nova lei permitiria que os governadores nacionais e da prefeitura instruíssem os residentes a evitar passeios desnecessários e fechassem instalações como escolas, creches e instituições de assistência social para idosos. Para acalmar as preocupações dos partidos da oposição, Abe disse que incluiria um limite de dois anos para declarar estado de emergência.
O Governo Abe planeja submeter o projeto de revisão à Dieta Nacional em 10 de março, e coordenou com os partidos da oposição a aprovação da Câmara dos Deputados em 12 de março e da Câmara dos Deputados em 13 de março.

### Medidas de apoio do governo
Em 12 de fevereiro, o primeiro-ministro Abe anunciou durante a Oitava Reunião da Sede de Resposta a Novos Coronavírus que o governo garantiria um total de 500 bilhões de ienes para empréstimos de emergência e garantias de empréstimos a pequenas e médias empresas afetadas pela pandemia de COVID-19. Ele também declarou que seu gabinete reservaria 15,3 bilhões de ienes de fundos de contingência para facilitar a doação de amostras isoladas de vírus a instituições de pesquisa relevantes em todo o mundo.
Em 1 de março, o primeiro-ministro Abe evocou a Lei sobre Medidas de Emergência para Estabilizar as Condições de Vida do Público, para regular a venda e distribuição de máscaras faciais em Hokkaido. Segundo essa política, o governo japonês instruiu os fabricantes a vender máscaras faciais diretamente ao governo, que depois as entregariam aos residentes.
Em 5 de março, o governo japonês anunciou que está organizando um pacote de emergência usando um fundo de reserva de 270 bilhões de ienes (2,5 bilhões de dólares) para o atual ano fiscal até março para conter o vírus e minimizar seu impacto na economia.

### Controvérsias e críticas
No final de fevereiro, vários meios de comunicação japoneses relataram que havia pessoas com febre ou outros sintomas que não puderam ser testados através do sistema do centro de consulta e se tornaram "refugiados-teste" (em japonês:  検査難民) Alguns desses casos envolveram pacientes com pneumonia grave. Em reação a esse problema, o presidente do Instituto de Governança da Saúde Masahiro Kami afirmou que muitos pacientes foram recusados a serem testados devido a sintomas leves e criticou o governo japonês por estabelecer padrões de teste muito altos e por não ter uma resposta ao paciente. ansiedade.
Em 26 de fevereiro, o Ministro da Saúde Katsunobu declarou na Dieta Nacional que um total de 6.300 amostras foram testadas entre 18 e 24 de fevereiro, com uma média de 900 amostras por dia. Alguns representantes questionaram a discrepância do número real de pessoas testadas e a alegação na semana anterior de que 3.800 amostras poderiam ser testadas por dia.
Os meios de comunicação sul-coreanos também compararam o número de amostras testadas e o número de casos confirmados entre o Japão e a Coreia do Sul, levando-os a acreditar que há mais casos do vírus no Japão. Isso levou a especulações na Coreia do Sul de que a decisão de não aumentar o número de amostras testadas foi influenciada pelos planos do país de sediar os Jogos Olímpicos de Verão de 2020.
No mesmo dia, mais médicos relataram que foram recusados pelos centros de saúde pública para testar os pacientes. A Associação Médica do Japão anunciou que iniciaria uma investigação nacional e planejaria cooperar com o governo para melhorar a situação. O Ministério da Saúde também declarou que analisaria a situação com os governos locais.
De acordo com uma pesquisa da NHK News realizada de 6 a 9 de março de 2020, 6% dos entrevistados aprovaram fortemente a resposta do governo nacional, enquanto 43% aprovaram algo, 34% desaprovaram e 13% desaprovaram fortemente a resposta do governo. Especificamente, 69% consideraram inevitável o fechamento da maioria das escolas, enquanto 24% consideraram a ação muito drástica. Em relação ao pedido de entrada de pessoas da China e da Coreia do Sul no Japão, 36% aprovaram fortemente, 41% aprovaram um pouco, 13% reprovaram e 5% reprovaram.

## Restrição às viagens domésticas
Além das medidas individuais de quarentena, o Japão não possui leis que permitam ao governo restringir a circulação de pessoas para conter o vírus. O cumprimento dos pedidos do governo para restringir movimentos baseia-se em “pedir cooperação pública para 'proteger a vida das pessoas' e minimizar mais danos [à economia]”.

## Impacto socioeconômico

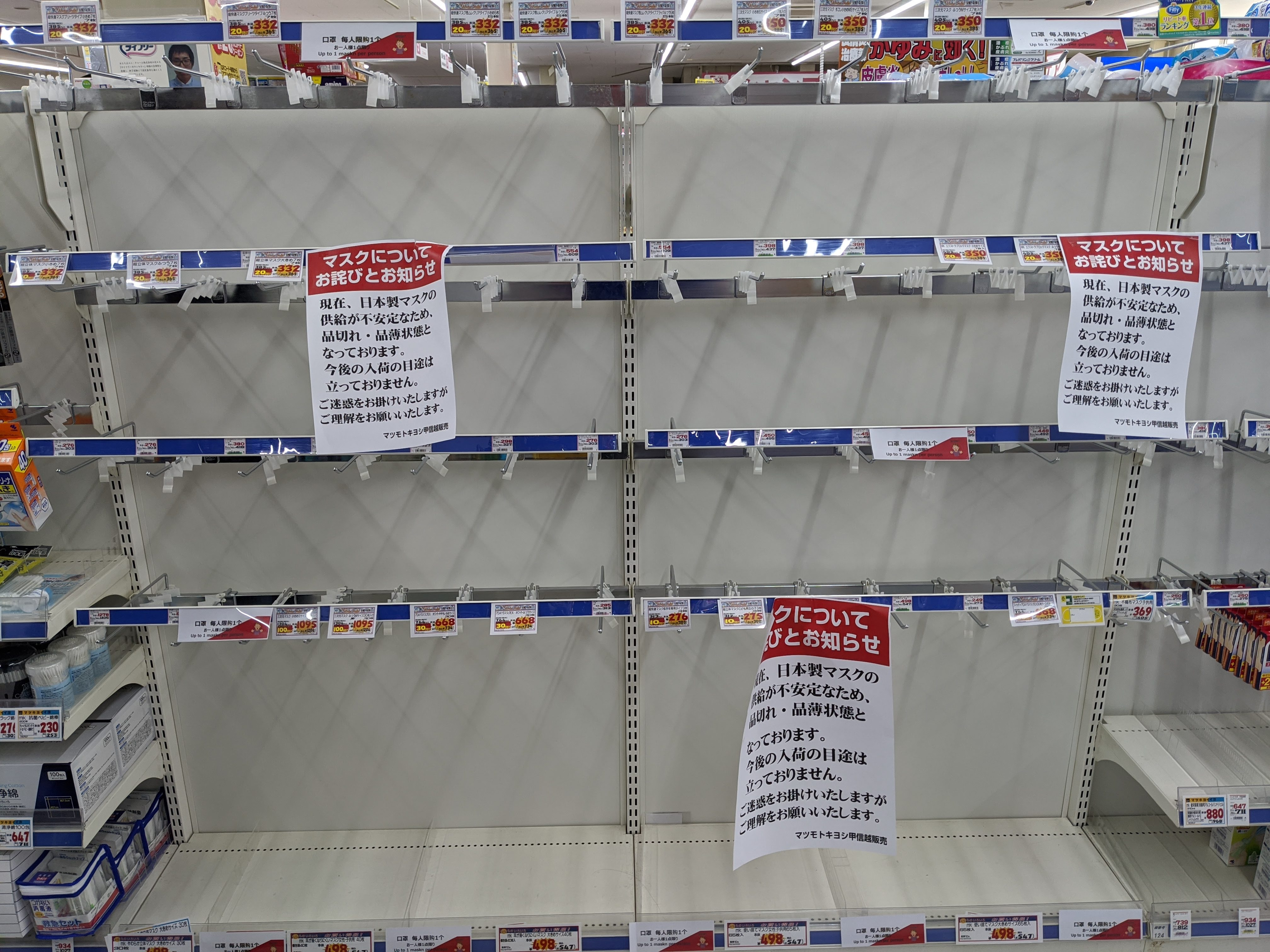
Prateleiras de uma farmácia no Japão sem máscaras, vendidas, em 3 de fevereiro de 2020

O primeiro-ministro Shinzō Abe disse que "o novo coronavírus está causando um grande impacto no turismo, na economia e na sociedade como um todo". As máscaras estão esgotadas em todo o país e os estoques de máscaras estão esgotados em um dia após a chegada dos novos produtos. Houve pressão sobre o sistema de saúde à medida que aumentam as demandas por exames médicos. O povo chinês relatou crescente discriminação. O ministro da Saúde apontou que a situação não chegou a um ponto em que as reuniões de massa devem ser canceladas.
Os setores de aviação, varejo e turismo registraram queda nas vendas e alguns fabricantes se queixaram de perturbações nas fábricas, logística e cadeias de suprimentos chinesas. O primeiro-ministro Abe considerou usar fundos de emergência para mitigar o impacto da pandemia no turismo, dos quais os cidadãos chineses representam 40%. A S&P Global observou que as ações mais atingidas foram de empresas que abrangem os setores de viagens, cosméticos e varejo que estão mais expostos ao turismo chinês. A Nintendo anunciou que atrasaria o envio do Nintendo Switch, fabricado na China, para o Japão.
Em 28 de fevereiro de 2020, de acordo com a Oriental Land, um relatório confirmado por uma empresa de lazer e diversão, Tokyo Disneyland, Tokyo DisneySea e Tokyo Disney Resort foram temporariamente fechados a partir de 29 de fevereiro, com operações para retomar no início de abril. O Universal Studios Japan, de propriedade da Comcast, também anunciou um fechamento no mesmo dia. Este último também será retomado em 16 de março. O governador de Hokkaido, Naomichi Suzuki, declarou estado de emergência devido ao grande número de novas infecções e pediu aos cidadãos que ficassem em casa no fim de semana seguinte.

### Esportes
A pandemia em si tem sido uma preocupação para os Jogos Olímpicos de Verão de 2020, que estão programados para ocorrer em Tóquio a partir do final de julho. O governo nacional tem tomado precauções extras para ajudar a minimizar o impacto da pandemia. O comitê organizador de Tóquio e o Comitê Olímpico Internacional estão monitorando o impacto do surto no Japão.
Além disso, a pandemia afetou o esporte profissional no Japão. Os jogos de pré-temporada da Nippon Professional Baseball e o torneio de sumo de Haru Basho em Osaka foram anunciados como sendo realizados a portas fechadas, enquanto o J.League (futebol) e a Top League (rugby) suspendiam ou adiavam totalmente o jogo.

### Entretenimento
Em 27 de fevereiro, o AnimeJapan 2020, originalmente programado para ser realizado em Tokyo Big Sight no final de março, foi cancelado.
Afetadas pela escassez de funcionários terceirizados devido à pandemia de COVID-19, muitas animações japonesas anunciaram alterações ou adiaram transmissões devido a problemas de produção, incluindo A Certain Scientific Railgun T (adiado para transmissão, alterado para retransmissão), Asteroid in Love, A3! (Extensão de atraso) etc.

### Ajuda à China
Em 26 de janeiro, os japoneses doaram um lote de máscaras de prevenção de epidemias e as entregaram a Wuhan após a chegada da Sichuan Airlines em Chengdu. De acordo com os "tempos digitais liberais" de Taiwan, acredita que, em vez de doar do Japão, a China comprou do Japão, mas de acordo com relatos da mídia japonesa e o Consulado Geral do Japão em Chongqing [ja] afirmou que era uma doação.
Em 3 de fevereiro, quatro organizações, a Japan Pharmaceutical NPO Corporation, a Japan Hubei Federation, a Huobi Global e a Incuba Alpha, doaram materiais para Hubei.
Em 10 de fevereiro, o secretário geral do Partido Liberal Democrático, Toshihiro Nikai, disse em uma entrevista coletiva após a reunião do quadro que a pandemia de coronavírus na China continental se expandiu. para fornecer à China continental fundos de apoio.

## Restrições internacionais à entrada do Japão
Os seguintes países e territórios restringiram a entrada do Japão:
- Índia[139]
- Israel[139]
- Iraque[139]
- Kuwait[139]
- Arábia Saudita[139]
- Coreia do Sul[140]
- Barém[139]
- Bangladesh: aplica-se a visitantes sem "atestados médicos sem coronavírus"[141]
- Butão[140]
- Gana[140]
- Gibraltar[140]
- Coreia do Norte[142]
- Malásia: A proibição de entrada cobre apenas Hokkaido.[143]
- Mongólia[139]
- Nepal[140]
- Cazaquistão[144]
- Quirguistão[139]
- Líbano[140]
- Síria[140]
- Tajiquistão[145]
- Turquemenistão[140]
- Micronésia[139]
- Vanuatu[139]
- Polinésia Francesa[139]
- Ilhas Cook[139]
- Ilhas Marshall[139]
- Trindade e Tobago[139]
- Samoa[146]
- Quiribati[146]
- Tuvalu[146]
- Ilhas Salomão[146]
- Comores[146]
- Papua Nova Guiné[147]
- Santa Lúcia[148]
- São Vicente e Granadinas[148]
- São Martinho[148]

## Informação adicional sobre os casos
| Data                    | Novos casos | Total de casos | Total de mortes | Total de curados | Total de testados | Fonte   |
| ----------------------- | ----------- | -------------- | --------------- | ---------------- | ----------------- | ------- |
| 16 de janeiro de 2020   | 1           | 1              | 0               |                  |                   |         |
| 24 de janeiro de 2020   | 1           | 2              | 0               |                  |                   |         |
| 25 de janeiro de 2020   | 1           | 3              | 0               |                  |                   |         |
| 26 de janeiro de 2020   | 1           | 4              | 0               |                  |                   |         |
| 28 de janeiro de 2020   | 3           | 7              | 0               |                  |                   |         |
| 29 de janeiro de 2020   | 1           | 8              | 0               |                  |                   |         |
| 30 de janeiro de 2020   | 6           | 14             | 0               |                  |                   |         |
| 31 de janeiro de 2020   | 3           | 17             | 0               |                  |                   |         |
| 1 de fevereiro de 2020  | 3           | 20             | 0               | N/A              | N/A               |         |
| 4 de fevereiro de 2020  | 3           | 23             | 0               | 2                | N/A               | [ 149 ] |
| 5 de fevereiro de 2020  | 2           | 25             | 0               | 4                | N/A               | [ 150 ] |
| 8 de fevereiro de 2020  | 1           | 26             | 0               | N/A              | N/A               |         |
| 11 de fevereiro de 2020 | 2           | 28             | 0               | 10               | 954               | [ 151 ] |
| 12 de fevereiro de 2020 | 1           | 29             | 0               | 11               | 964               | [ 152 ] |
| 13 de fevereiro de 2020 | 4           | 33             | 1               | 12               | 978               | [ 153 ] |
| 14 de fevereiro de 2020 | 7           | 41             | 1               | N/A              | N/A               | [ 154 ] |
| 15 de fevereiro de 2020 | 12          | 53             | 1               | N/A              | N/A               | [ 155 ] |
| 16 de fevereiro de 2020 | 6           | 59             | 1               | 16               | 1,251             | [ 156 ] |
| 17 de fevereiro de 2020 | 7           | 66             | 1               | 16               | 1,287             | [ 157 ] |
| 18 de fevereiro de 2020 | 8           | 74             | 1               | 18               | 1,296             | [ 158 ] |
| 19 de fevereiro de 2020 | 10          | 84             | 1               | 20               | 1,432             | [ 159 ] |
| 20 de fevereiro de 2020 | 9           | 93             | 1               | 20               | 1,522             | [ 160 ] |
| 21 de fevereiro de 2020 | 12          | 105            | 1               | 21               | 1,607             | [ 161 ] |
| 22 de fevereiro de 2020 | 27          | 132            | 1               | 24               | 1,703             | [ 162 ] |
| 23 de fevereiro de 2020 | 12          | 144            | 1               | 26               | 1,742             | [ 163 ] |
| 24 de fevereiro de 2020 | 12          | 156            | 1               | 27               | 1,846             | [ 164 ] |
| 25 de fevereiro de 2020 | 15          | 171            | 1               | 32               | 1,890             | [ 165 ] |
| 26 de fevereiro de 2020 | 24          | 186            | 3               | 40               | 2,058             | [ 166 ] |
| 27 de fevereiro de 2020 | 26          | 210            | 4               | 41               | 2,209             | [ 167 ] |
| 28 de fevereiro de 2020 | 10          | 220            | 5               | 42               | 2,339             | [ 168 ] |
| 29 de fevereiro de 2020 | 9           | 239            | 5               | 42               | 2,517             | [ 169 ] |
| 1 de março de 2020      | 15          | 254            | 6               | 43               | 2,613             | [ 170 ] |
| 2 de março de 2020      | 14          | 268            | 6               | 46               | 2,684             | [ 171 ] |
| 3 de março de 2020      | 16          | 284            | 6               | 48               | 6,519             | [ 172 ] |
| 4 de março de 2020      | 33          | 317            | 6               | 49               | 6,777             | [ 173 ] |
| 5 de março de 2020      | 31          | 333            | 6               | 60               | 7,476             | [ 174 ] |
| 6 de março de 2020      | 59          | 407            | 6               | 67               | 8,029             | [ 175 ] |
| 7 de março de 2020      | 47          | 454            | 6               | 80               | 8,176             | [ 176 ] |
| 8 de março de 2020      | 33          | 487            | 7               | 101              | 8,286             | [ 177 ] |
| 9 de março de 2020      | 26          | 513            | 9               | 102              | 9,600             | [ 178 ] |
| 10 de março de 2020     | 54          | 567            | 12              | 118              | 10,024            | [ 179 ] |
| 11 de março de 2020     | 52          | 619            | 15              | 123              | 10,205            | [ 180 ] |
| 12 de março de 2020     | 56          | 675            | 19              | 135              | 12,060            | [ 181 ] |
| 13 de março de 2020     | 41          | 716            | 21              | 144              | 12,919            | [ 182 ] |
| 14 de março de 2020     | 64          | 780            | 22              | 157              | 13,026            | [ 183 ] |
| 15 de março de 2020     | 34          | 814            | 24              | 164              | 13,068            | [ 184 ] |
| 16 de março de 2020     | 15          | 829            | 28              | 171              | 15,151            | [ 185 ] |
| 17 de março de 2020     | 44          | 873            | 29              | 191              | 15,354            | [ 186 ] |
| 18 de março de 2020     | 41          | 914            | 31              | 214              | 14,901            | [ 187 ] |
| 19 de março de 2020     | 29          | 943            | 33              |                  |                   | [ 188 ] |